# Olympische Sommerspiele 1964/Leichtathletik – Diskuswurf (Frauen)
Der Diskuswurf der Frauen bei den Olympischen Spielen 1964 in Tokio wurde am 19. Oktober 1964 im Olympiastadion Tokio ausgetragen. 21 Athletinnen nahmen teil.
Olympiasiegerin wurde Tamara Press aus der Sowjetunion. Sie gewann vor der Deutschen Ingrid Lotz und der Rumänin Lia Manoliu.
Während Athletinnen aus der Schweiz, Österreich und Liechtenstein nicht teilnahmen, gingen neben der Medaillengewinnerin Lotz zwei weitere Deutsche an den Start, die beide das Finale erreichten. Kriemhild Limberg – 1958 als Kriemhild Hausmann EM-Dritte – kam auf den siebten Platz, Doris Lorenz, frühere Doris Müller, wurde Vierzehnte.

## Rekorde

### Bestehende Rekorde

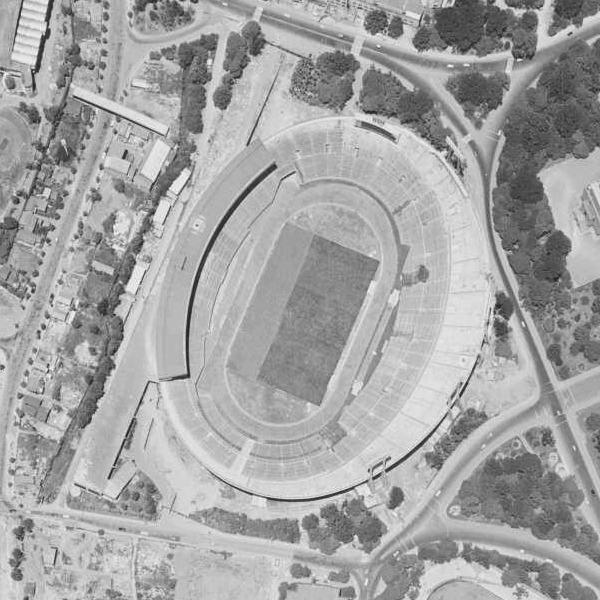
Luftaufnahme des Olympiastadions im Jahr 1963

| Weltrekord         | 59,29 m | Tamara Press ( Sowjetunion)     | Moskau, Sowjetunion (heute Russland) | 18. Mai 1963      |
| Olympischer Rekord | 55,10 m | Nina Ponomarjowa ( Sowjetunion) | Finale OS Rom, Italien               | 5. September 1960 |

### Rekordverbesserungen
Der bestehende olympische Rekord wurde zweimal verbessert:
- 57,21 m – Ingrid Lotz (Deutschland), Finale am 19. Oktober, erster Versuch
- 57,27 m – Tamara Press (Sowjetunion), Finale am 19. Oktober, fünfter Versuch

## Durchführung des Wettbewerbs
21 Athletinnen traten am 19. Oktober zu einer Qualifikationsrunde an, bei der jede Starterin drei Versuche hatte. Vierzehn von ihnen – hellblau unterlegt – übertrafen die Qualifikationsweite von 50,00 m und erreichten das Finale am Nachmittag desselben Tages. Im Finale hatte jede Teilnehmerin zunächst drei Versuche. Die besten sechs Werferinnen konnten dann zum Endkampf weitere drei Würfe absolvieren.

## Zeitplan
19. Oktober, 10:00 Uhr: Qualifikation

19. Oktober, 14:30 Uhr: Finale
Anmerkung: Alle Zeiten sind in Ortszeit Tokio (UTC + 9) angegeben.

## Legende
Kurze Übersicht zur Bedeutung der Symbolik – so üblicherweise auch in sonstigen Veröffentlichungen verwendet:
| – | verzichtet |
| x | ungültig   |

Die jeweiligen Bestweiten der Werferinnen sind fett gedruckt.

## Qualifikation

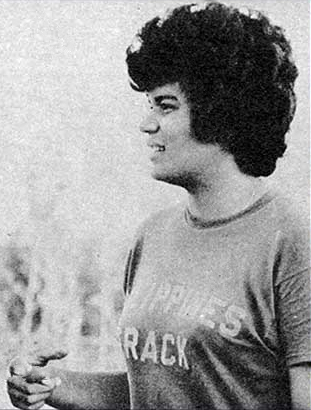
Josephine de la Viña – ausgeschieden mit 42,27 m

Datum: 18. Oktober 1964, 10:00 Uhr
Wetterbedingungen: heiter, ca. 17 °C, 48–50 % Luftfeuchtigkeit
| Platz | Name                        | Nation           | 1. Versuch | 2. Versuch | 3. Versuch | Weite   |
| ----- | --------------------------- | ---------------- | ---------- | ---------- | ---------- | ------- |
| 1     | Wirschinija Michajlowa      | Bulgarien        | 54,94 m    | –          | –          | 54,94 m |
| 2     | Ingrid Lotz                 | Deutschland      | 48,38 m    | 54,82 m    | –          | 54,82 m |
| 3     | Kriemhild Limberg           | Deutschland      | 46,59 m    | 48,63 m    | 54,54 m    | 54,54 m |
| 4     | Lia Manoliu                 | Rumänien         | 47,80 m    | 53,64 m    | –          | 53,64 m |
| 5     | Olimpia Cataramă            | Rumänien         | 46,96 m    | 53,20 m    | –          | 53,20 m |
| 6     | Olga Connolly               | USA              | 49,99 m    | 53,17 m    | –          | 53,17 m |
| 7     | Jewgenija Kusnezowa         | Sowjetunion      | 49,40 m    | 52,44 m    | –          | 52,44 m |
| 8     | Jolán Kleiber-Kontsek       | Ungarn           | 52,35 m    | –          | –          | 52,35 m |
| 9     | Judit Stugner               | Ungarn           | 48,96 m    | 48,49 m    | 52,30 m    | 52,30 m |
| 10    | Valerie Young               | Neuseeland       | 48,01 m    | 51,94 m    | –          | 51,94 m |
| 11    | Doris Lorenz                | Deutschland      | 51,58 m    | x          | x          | 51,58 m |
| 12    | Jiřina Němcová              | Tschechoslowakei | 50,64 m    | 51,94 m    | 52,25 m    | 52,25 m |
| 13    | Tamara Press                | Sowjetunion      | 50,28 m    | –          | –          | 50,28 m |
| 14    | Nina Ponomarjowa            | Sowjetunion      | 44,69 m    | 44,89 m    | 50,18 m    | 50,18 m |
| 15    | Nancy McCredie              | Kanada           | 44,91 m    | 47,27 m    | 44,75 m    | 47,27 m |
| 16    | Hiroko Yokoyama             | Japan            | 46,19 m    | 47,18 m    | 34,48 m    | 47,18 m |
| 17    | Daschdsewegiin Namdschilmaa | Mongolei         | 43,37 m    | 40,26 m    | 44,55 m    | 44,55 m |
| 18    | Josephine de la Viña        | Philippinen      | 40,05 m    | 42,27 m    | 41,71 m    | 42,27 m |
| 19    | Pranee Kitipongpitaya       | Thailand         | 36,21 m    | 38,73 m    | 34,20 m    | 38,73 m |
| 20    | Park Young-sook             | Südkorea         | 37,50 m    | 33,27 m    | 34,97 m    | 37,50 m |
| 21    | Juliette Geverkof           | Iran             | x          | 30,05 m    | x          | 30,05 m |
| DNS   | Judit Bognár                | Ungarn           |            |            |            |         |

## Finale
Datum: 18. Oktober 1964, 14:30 Uhr
Wetterbedingungen: heiter bis wolkig, 18–19 °C, 40–47 % Luftfeuchtigkeit
| Platz | Name                   | Nation           | 1. Versuch | 2. Versuch | 3. Versuch | 4. Versuch                                   | 5. Versuch                                   | 6. Versuch                                   | Endresultat | Anmerkung |
| ----- | ---------------------- | ---------------- | ---------- | ---------- | ---------- | -------------------------------------------- | -------------------------------------------- | -------------------------------------------- | ----------- | --------- |
| 1     | Tamara Press           | Sowjetunion      | x          | 55,38 m    | 50,38 m    | 55,23 m                                      | 57,27 m OR                                   | 56,08 m                                      | 57,27 m     | OR        |
| 2     | Ingrid Lotz            | Deutschland      | 57,21 m OR | x          | 55,41 m    | x                                            | 54,59 m                                      | 54,74 m                                      | 57,21 m     |           |
| 3     | Lia Manoliu            | Rumänien         | 55,90 m    | x          | x          | 56,09 m                                      | 56,97 m                                      | x                                            | 56,97 m     |           |
| 4     | Wirschinija Michajlowa | Bulgarien        | 47,38 m    | 56,56 m    | 52,19 m    | 56,70 m                                      | 55,77 m                                      | 55,54 m                                      | 56,70 m     |           |
| 5     | Jewgenija Kusnezowa    | Sowjetunion      | 55,17 m    | 53,58 m    | x          | x                                            | x                                            | 53,80 m                                      | 55,17 m     |           |
| 6     | Jolán Kleiber-Kontsek  | Ungarn           | 54,46 m    | 53,05 m    | 53,51 m    | 53,14 m                                      | 54,87 m                                      | 51,96 m                                      | 54,87 m     |           |
|       |                        |                  |            |            |            |                                              |                                              |                                              |             |           |
| 7     | Kriemhild Limberg      | Deutschland      | 48,35 m    | 53,81 m    | 53,02 m    | nicht im Finale der besten sechs Werferinnen | nicht im Finale der besten sechs Werferinnen | nicht im Finale der besten sechs Werferinnen | 53,81 m     |           |
| 8     | Olimpia Cataramă       | Rumänien         | 53,08 m    | 49,99 m    | 51,28 m    | nicht im Finale der besten sechs Werferinnen | nicht im Finale der besten sechs Werferinnen | nicht im Finale der besten sechs Werferinnen | 53,08 m     |           |
| 9     | Jiřina Němcová         | Tschechoslowakei | 49,06 m    | 52,80 m    | 51,13 m    | nicht im Finale der besten sechs Werferinnen | nicht im Finale der besten sechs Werferinnen | nicht im Finale der besten sechs Werferinnen | 52,80 m     |           |
| 10    | Judit Stugner          | Ungarn           | 50,88 m    | 50,47 m    | 52,52 m    | nicht im Finale der besten sechs Werferinnen | nicht im Finale der besten sechs Werferinnen | nicht im Finale der besten sechs Werferinnen | 52,52 m     |           |
| 11    | Nina Ponomarjowa       | Sowjetunion      | 52,15 m    | 51,12 m    | 52,48 m    | nicht im Finale der besten sechs Werferinnen | nicht im Finale der besten sechs Werferinnen | nicht im Finale der besten sechs Werferinnen | 52,48 m     |           |
| 12    | Olga Connolly          | USA              | 51,21 m    | x          | 51,58 m    | nicht im Finale der besten sechs Werferinnen | nicht im Finale der besten sechs Werferinnen | nicht im Finale der besten sechs Werferinnen | 51,58 m     |           |
| 13    | Valerie Young          | Neuseeland       | 48,93 m    | 46,17 m    | 49,59 m    | nicht im Finale der besten sechs Werferinnen | nicht im Finale der besten sechs Werferinnen | nicht im Finale der besten sechs Werferinnen | 49,59 m     |           |
| 14    | Doris Lorenz           | Deutschland      | x          | x          | 45,63 m    | nicht im Finale der besten sechs Werferinnen | nicht im Finale der besten sechs Werferinnen | nicht im Finale der besten sechs Werferinnen | 45,63 m     |           |

Favoritin auf Gold war Tamara Press, Weltrekordlerin und Europameisterin von 1962.
Im Finale begann Press mit einem Fehlversuch. Dafür trat die deutsche Außenseiterin Ingrid Lotz in den Vordergrund. Sie schleuderte den Diskus auf einen neuen Olympiarekord. Hinter ihr lag die Rumänin Lia Manoliu, die mit ihrem Wurf ebenfalls die alte Rekordmarke übertroffen hatte. Im zweiten Durchgang schob sich die Bulgarin Wirschinija Michajlowa auf Platz zwei, Press platzierte sich mit ihrem Wurf auf den vierten Rang. In den Runden drei und vier änderte sich nichts an der Reihenfolge, allerdings verbesserten sowohl Manoliu als auch Michajlowa ihre bisherigen Bestweiten. Im fünften Versuch gelang Press ein Wurf, den man eigentlich schon vorher von ihr erwartet hätte. Aber es war sehr knapp, ihre Weite übertraf Lotz’ besten Versuch um gerade einmal sechs Zentimeter. Es war ein weiterer Olympischer Rekord. Außerdem zog Lia Manoliu an Wirschinija Michajlowa vorbei auf Platz drei. Damit waren die Medaillen verteilt, der letzte Durchgang brachte keine Änderung im Klassement.
Für Lia Manoliu waren es bereits die vierten Spiele. 1952 in Helsinki hatte sie Platz sechs belegt, 1956 in Melbourne Rang neun und 1960 in Rom hatte sie wie jetzt auch die Bronzemedaille gewonnen. Ihr größter Erfolg mit Olympiagold 1968 in Mexiko-Stadt stand ihr noch bevor.

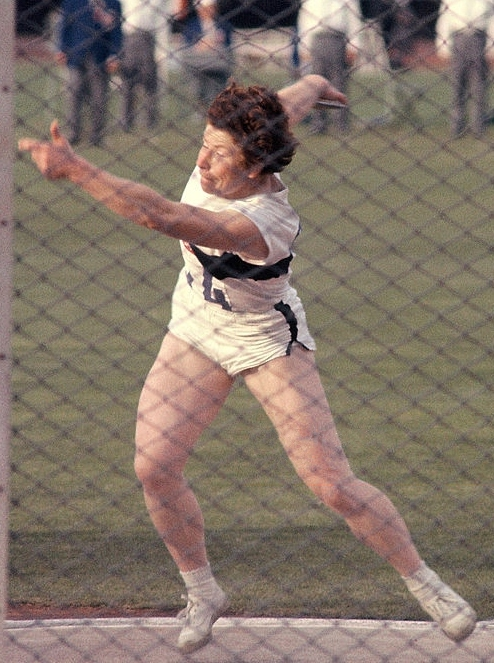
Gewinnerin der Silbermedaille: Ingrid Lotz
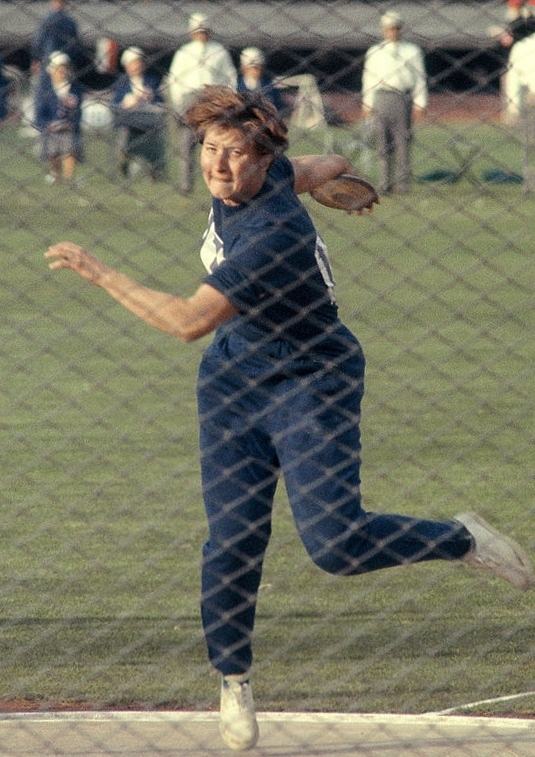
Bronzemedaille für Lia Manoliu

Olga Connolly, 1956 als Olga Fikotová Olympiasiegerin, erreichte hier Platz zwölf
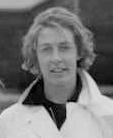
Valerie Young, frühere Valerie Sloper, kam auf den dreizehnten Rang
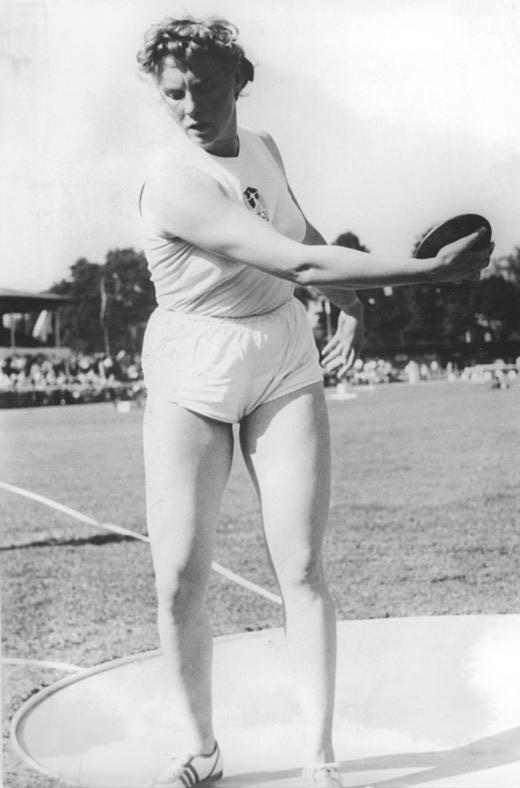
Doris Lorenz, frühere Doris Müller, konnte im Finale nicht zulegen und wurde Vierzehnte

## Videolinks
- Olympics 1964 Athletics, Bereich: 20:29 min bis 24:07 min, youtube.com, abgerufen am 14. September 2021
- 1964 Disco Femminile Oro Tamara Press, youtube.com, abgerufen am 31. Oktober 2017